# Marek Stromský
Marek Stromský (* 3. ledna 1974 Štěpánkovice) je český žokej, 20násobný účastník Velké pardubické. V letech 2008 a 2015 dokonce do cíle dojel jako první, avšak v prvním případě byl diskvalifikován pro nedodržení kurzu dostihu, v druhém případě pak následně vyšel najevo doping vítězného koně a vítězství v dostihu jim bylo odebráno. Nejlepšími Stromského výsledky na Velké pardubické tak jsou dvě druhá místa z let 2010 a 2018. Do roku 2018 dosáhl v závodech, jichž se účastnil, celkového zisku 35 915 755 Kč.

## Kariéra
Závodnické kariéře se Stromský se věnuje od roku 1990. Během své kariéry se již dvacetkrát zúčastnil dostihového závodu Velká pardubická. Poprvé v roce 2002, kdy na konci Barbaresco dojel osmý. Roku 2007, když jel v sedle Cieszymira, mu na Velkém Taxisově příkopu zkřížil cestu Maskul, který Stromského vyhodil ze sedla a jeho kůň Cieszymir dopadl tak nešťastně, že musel být utracen. Následující rok (2008) doběhl sice Amant Gris pod jeho vedením do cíle jako první, ovšem kvůli porušení pravidel, špatnému objetí točného bodu na trati, byl následně diskvalifikován. Během závodu v roce 2009 opět při závodě jím vedená klisna Shirley upadla tak nešťastně, že musela být utracena. Ve Velké pardubické 2010 jel s Amant Grisem, ale na cílové čáře o několik centimetrů podlehl Tiumenovi vedenému Josefem Váňou.
V roce 2015 s valachem Nikasem slavil vítězství v novém traťovém rekordu 8:55,29 minut. Ovšem 12. listopadu se objevily zprávy o dopingu vítězného koně, na počátku roku 2016 užití dopingu koně potvrdil i kontrolní B-vzorek a v reakci na to se Stromský rozhodl ukončit závodní kariéru. Nikas byl 28. ledna 2016 diskvalifikován a vítězem závodu se stal druhý kůň v pořadí Ribelino, v jehož sedle jel Pavel Kašný, jenž je Stromského vzdáleným bratrancem. O měsíc později s ohledem na podporu rodiny a fanoušků Stromský své rozhodnutí změnil a začal se připravovat na novou dostihovou sezónu. V ní se zvažoval opět účastnit Velké pardubické v sedle Nikase. Závodu se nakonec na Nikasovi účastnil, nicméně po cíle nedojel, protože skončil po pádu na Velkém Taxisově příkopu.
O rok později (2017) se Velké pardubické účastnil opět, ale tentokrát sedlal Charme Looka, který obhajoval vítězství z předchozího roku. Do cíle ovšem s koněm nedoběhl, neboť ho pro jeho únavu dobrovolně zastavil po 27. skoku (z 31), aby zbytečně neriskoval možné Charme Lookovo zranění.. Při Velké pardubické 2018 jel na Hegnusovi a v cíli byl druhý, když jej v závěrečné rovince předběhl Tzigane Du Berlais vedený žokejem Janem Faltejskem. Přesto Stromský z umístění nepociťoval hořkost porážky a naopak se těšil, že má pro co žít (pro vítězství ve Velké pardubické). Následujícího roku ho však opět potkala smůla, když se jeho Hegnus těsně před závodem zranil. S náhradním koněm Sztormem se umístil desátý.
Jubilejní 130. ročník roku 2020 Stromský absolvoval v sedle Strettona (který o rok dříve doběhl druhý), dojel osmý. Tehdy paradoxně konečně zvítězil jeho předešlý kůň Hegnus, avšak pod vedením Lukáše Matuského. Roku 2021 se Stromský vážně zranil, když spadl při dostihu v Itálii, takže Velkou pardubickou musel vynechat. Po zotavení se k závodění vrátil a roku 2022 zaznamenal i několik vítězství. Kvalifikoval se znovu i na Velkou pardubickou, ale s Dusigroszem upadli na Francouzském skoku a závod nedokončili. Dvacátá účast v pardubickém dostihu roku 2023 se mu vydařila o poznání lépe, v sedle Stara se umístil na třetím místě.